# Єкімов В'ячеслав Володимирович
В'ячеслав Володимирович Єкімов 4 лютого 1966 р., Виборг, Ленінградська область, СРСР) — радянський і російський велогонщик, триразовий олімпійський чемпіон. Рекордсмен світу на дистанціях 4, 5, 10, 20 км і в годинній гонці з 1985 року. Заслужений майстер спорту СРСР (1986). Найкращий велосипедист XX століття в Росії.
Закінчив Державний інститут фізичної культури ім. П. Ф. Лесгафта.

## Життєпис
З 12 років почав займатися велоспортом під керівництвом тренерів Віталія Родіонова і Олексія Редакова, далі Олександра Кузнецова (батька тенісистки Світлани Кузнецової).
В'ячеслав у збірній країни з 16 років; у професійному велоспорті — з 1990 року.
Чемпіон світу 1985, 1986 в індивідуальній гонці переслідування. Чемпіон Спартакіади СРСР 1986 в індивідуальній гонці переслідування з феноменальним в історії велоспорту результатом — 4.28,9 — рекорд світу. Чемпіон світу 1986 серед студентів в індивідуальній гонці переслідування з встановленням рекорду світу і рекорду СРСР — 4.33,307.
Переможець Ігор доброї волі 1986 в індивідуальній гонці переслідування, зі світовим рекордом — 4.26,077 і в командній гонці переслідування (разом з С. Хмелініним, В. Шпундовым, А. Красновим) з новим рекордом світу — 4.12,830.
Чемпіон СРСР 1986 року в індивідуальній гонці переслідування та у командній гонці переслідування, в якій був показаний абсолютно кращий результат в історії велоспорту — 4.09,660.
Володар рекорду світу в годинній гонці — 49 км 672 м.
Олімпійський чемпіон 1988 року в трековій командній гонці переслідування на 4000 метрів (разом з Дмитром Нелюбіним, Артурасом Каспутісом, Гінтаутасом Умарасом і Міндаугасом Умарасом).
У 1989 році, перемігши в індивідуальній гонці на світовій першості, перейшов у професіонали.
1990 року — Чемпіон світу серед професіоналів у індивідуальній гонці на 5 км. У 1991 році — чемпіон світу серед професіоналів у груповій гонці на треку.
Олімпійський чемпіон 2000 року в індивідуальній гонці з роздільним стартом.
В 2004 році посів друге місце в індивідуальній гонці з роздільним стартом. Американець Тайлер Гемілтон, який виграв золото, був викритий у застосуванні допінгу, але через помилку лабораторії, яка заморозила другу пробу, остаточне встановлення його провини стало неможливим, і він зберіг золоту медаль, попри протест ОКР (Гемілтон через кілька тижнів знову був викритий у вживанні допінгу, і цього отримав дворічну дискваліфікацію).
20 травня 2011 року Тайлер Гемілтон зізнався у вживанні допінгу і повернув золоту медаль, завойовану на Олімпіаді 2004 року, Антидопінговому агентству США.
10 серпня 2012 року після багаторічного розгляду Єкимову остаточно присвоїли золото на Олімпіаді 2004 року через дискваліфікацію переможця Тайлера Гемілтона. 15 серпня ОКР вручив медаль Єкімову.
В'ячеслав Єкимов — шестиразовий чемпіон світу на треку, переможець трьох етапів «Тур де Франс» і багатьох багатоденок, а також безлічі гонок-одноденок.
Після закінчення «Тур де Франс»-2006 оголосив про завершення спортивної кар'єри, хоча раніше заявляв, що завершить кар'єру після Олімпіади в 2008 році.
2012 року В'ячеслав зайняв посаду радника з професійного спорту Загальноросійського проекту розвитку велоспорту, у жовтні 2012 року призначений генеральним менеджером команди «Катюша», змінивши на цій посаді німця Ганса-Міхаеля Хольцера.

## Нагороди та звання
- Заслужений майстер спорту СРСР (1986)
- Орден «За заслуги перед Вітчизною» IV ступеня (3 жовтня 2006) — за великий внесок у розвиток фізичної культури і спорту, високі спортивні досягнення[5]
- Орден Пошани (19 квітня 2001) — за великий внесок у розвиток фізичної культури і спорту, високі спортивні досягнення на Іграх XXVII Олімпіади 2000 року в Сіднеї[6]
- Орден «Знак Пошани» (1988)

## Major results
1988
1-й  командна гонка переслідування, Олімпійські ігри
1-й  Реджіо-Тур
1-й  Вуельта Тачири
1-й  Тур Нормандії
1989
1-й Circuit Franco-Belge
1990
1-й  індивідуальна гонка переслідування, Чемпіонат світу з трекових велоперегонів
1991
1-й  гонка за очками, Чемпіонат світу з трекових велоперегонів
1-й на етапі 20 Тур де Франс
1-й на етапі 3 Критеріум Інтернаціональ
1992
1-й Чемпіонат Цюриха
3-й — Чотири дні Дюнкерка
1-й на етапі 5
1993
1-й Класика Альмерії
1-й на етапі 5 Тур Швейцарії
1994
1-й  Вуельта Валенсії
1-й на етапі 2
1-й  Tour DuPont
1-й Венендал — Венендал
1995
1-й на етапі 5 Тур Швейцарії
2-й — Tour DuPont
4-й Париж — Рубе
1996
1-й  Три дні Де-Панне
1997
1-й  Групова гонка, чемпіонат Росії
Крітеріум ду Дофіне Лібере
1-й на етапах 2 і 4
1-й на етапі 8 Париж — Ніцца
1-й на етапі 5 Вуельта Кастилія-і-Леону
1998
1-й на етапі 6 Pru Tour
2-й — Тур Нідерландів
1999
1-й на етапі 15 Вуельта Іспанії
1-й на етапі 5 Тур Швейцарії
2000
1-й  Роздільна шосейна гонка, Олімпійські ігри
1-й  Три дні Де-Панне
1-й Гран-прі Едді Меркса
2001
1-й на етапі 5 Вуельта Валенсії
2003
1-й  Тур Нідерландів
1-й на етапі 4 (ITT)
1-й на етапі 4 (TTT) Тур де Франс
3-й Париж — Рубе
2004
1-й  Роздільна шосейна гонка, Олімпійські ігри
1-й на етапі 4 (TTT) Тур де Франс
2-й — Тур Нідерландів
1-й на етапі 4
2-й — Тур Лангедок-Руссільйон
5-й — Тур Джорджії
5-й Гран-прі Едді Меркса
2005
1-й на етапі 4 (ITT) Три дні Де-Панне